# Île Juncal
L'île Juncal est une île fluviale située en Uruguay et se trouve dans le cours supérieur du Río de la Plata, au sud de l'embouchure du río Uruguay et de Punta Gorda.

## Géographie

L'estuaire du Rio de la Plata.

L'île Juncal fait face à Carmelo et appartuent administrativement au Département de Colonia.
Elle est séparée  de la côte uruguayenne, rive gauche du fleuve Uruguay en amont, par le canal de Camacho qui précède le canal de Filomena situé  plus en amont. Ce dernier qui doit son nom à la plus grande île fluviale de l'Uruguay, l'Île Filomena Grande, est à l'entrée du passage fluvial  constituant le canal principal de navigation entre les ports uruguayens de  Paysandú, en amont du fleuve, et de Fray Bentos, en aval.
À un kilomètre au nord de l'Île Juncal se trouve la petite île Juncalito et à l'est, elle est également séparée  par le canal Principal, où se situe la première série des îles appartenant à la province de Entre Ríos en Argentine.
Du point de vue géologique, l'île Juncal se présente comme un affleurement alluvionnaire reposant sur un manteau granitique du Précambrien qui présente des côtes sablonneuses avec de douces pentes du côté du canal principal.
En forme de diamant, l'île est aplanie et basse, et elle est inondable par tous ses cotés. Elle possède une largeur maximale de 1,95 km et s'étire sur une longueur totale de 4,91 km.
Sa côte occidentale est baignée  par les  eaux provenant du bassin du Guazú, en Argentine, et par celles venant du río Uruguay au nord, alors que le côté oriental reçoit les eaux du Camacho et au sud elke soyvre sur la vaste embouchure platéenne.
Avec un bon abri pour les bateaux à faible tirant d'eau, bien que de nombreux bancs de sable blanc en gênent l'accès, l'ile est habituellement destinée à l'activité de pêche fluviale.
La végétation est faite d'herbes sauf en son centre, où poussent quelques arbres.

## Histoire
À ses abords immédiats eut lieu le 8 et le 9 de février 1827 la plus importante bataille navale de la guerre du Brésil qui confronta les Provinces-Unies du Río de la Plata à l'empire du Brésil, le combat de Juncal, qui se termina par la victoire complète victoria des Provinces Unies.
Entre 1890 et 1976 Julia Lafranconi vécut dans l'île Juncal